# Przestępczość nieletnich
Przestępczość nieletnich (ang. juvenile delinquency) – czyny zabronione określane przez ustawę jako przestępstwo, przestępstwo skarbowe lub niektóre wykroczenia dokonane przez osoby nieletnie w rozumieniu ustawy o postępowaniu w sprawach nieletnich. Przestępczość nieletnich to zjawisko, które budzi wiele kontrowersji i stanowi poważny problem społeczny na całym świecie. Młodzież, będąca w okresie dorastania, często podejmuje ryzykowne decyzje, które mogą prowadzić do konfliktu z prawem. W kontekście prawa, nieletni są traktowani inaczej niż dorośli, przede wszystkim najważniejsze jest dobro małoletniego.                  Sąd najczęściej stawia na resocjalizację i rehabilitację, zamiast na karanie. Celem jest pomoc młodym ludziom w poprawie ich zachowania.

## Prawo w Polsce
W Polsce głównym aktem prawnym regulującym kwestie związane z przestępczością nieletnich była ustawa z 1982 roku o postępowaniu w sprawach nieletnich. 
W dniu 1 września 2022 r. weszła w życie ustawa o wspieraniu i resocjalizacji nieletnich.  Przepisy zawarte w tym akcie mają poprawić skuteczność resocjalizacji nieletnich.
Wśród nowych rozwiązań przewidzianych w ustawie znajduje się określenie dolnego progu wiekowego na poziomie ukończonych 10 lat, jako warunku prowadzenia w stosunku do nieletniego postępowania w sprawie o demoralizację. W przepisach poprzedniej ustawy brak było takiej regulacji, co sprawiało, że dziecko poniżej 10 roku życia mogło odpowiadać za swoje czyny przed sądem.

## Najczęstsze przestępstwa popełniane przez nieletnich
1. Przestępstwa przeciwko mieniu – dotyczą kradzieży, włamań, zniszczenia mienia czy oszustw.
2. Kradzieże np. kradzież z włamaniem, kradzież kieszonkowa, kradzież sklepowa.
3. Spowodowanie uszczerbku na zdrowiu np. udział w bójce i pobiciu.
4. Zniszczenie lub uszkodzenie cudzej rzeczy.
5. Demoralizacja lub popełnienie czynu karalnego[5].

## Przypadki, w których nieletni może odpowiadać jak osoba dorosła
Nieletni, który po ukończeniu 15 lat dopuszcza się czynu zabronionego określonego w Dz.U.2024.17 w art. 10. W poniższej tabeli opracowane są przestępstwa za które może odpowiadać. 
| Nieletni po ukończeniu 15 roku życia może odpowiadać za następujące przestępstwa: |
| --- |
| – zamach na życie prezydenta RP (art. 134 kk); – zabójstwo (art. 148 kk); – spowodowanie ciężkiego uszczerbku na zdrowiu (art. 156 par. 1 albo 3 kk); – sprowadzenie niebezpieczeństwa, które zagraża życiu lub zdrowiu wielu osób, albo mieniu w wielkich rozmiarach (art. 163 par. 1 albo 3 kk); – piractwo (prawdziwe – nie „komputerowe”); – spowodowanie katastrofy w ruchu lądowym (art. 173 par. 1 albo 3 kk); – zgwałcenie zbiorowe i ze szczególnym okrucieństwem (art. 197 kk); – czynną napaść na funkcjonariusza publicznego połączoną za spowodowaniem ciężkiego uszczerbku na jego zdrowiu (art. 223 par. 2 kk); – wzięcie zakładnika (art. 252 par. 1 labo 2 kk); – rozbój (art. 280 kk). |

## Klasyfikacja przestępstw nieletnich
Ocena przestępstw popełnianych przez nieletnich jest kluczowym aspektem w systemie sprawiedliwości, uwzględnia ona specyficzne cechy, wiek oraz potencjał rozwojowy sprawców. Klasyfikacja przestępstw na trzy kategorie pozwala na lepsze zrozumienie skali i charakteru popełnionego czynu oraz dostosowanie odpowiedzi systemu prawnego do konkretnych przypadków.

### Lekkie wykroczenia
Drobne przestępstwa zazwyczaj wynikają z niedojrzałości emocjonalnej nieletnich oraz ich eksperymentowania z granicami społecznymi, zazwyczaj nie mają poważnych konsekwencji prawnych. Przykładami są kradzieże drobnych przedmiotów, zakłócanie spokoju czy inne działania o niewielkim stopniu szkodliwości. W przypadku lekkich wykroczeń, zazwyczaj stosuje się działania edukacyjne i zapobiegawcze, takie jak rozmowy z rodzicami, uczestnictwo w programach resocjalizacyjnych czy prace społeczne.

### Wykroczenia średniej wagi
Wykroczenia o większym stopniu wagi to przestępstwa, które są poważniejsze niż lekkie wykroczenia, ale nie tak ciężkie jak przestępstwa kryminalne. Mogą to być na przykład włamania, pobicie czy posiadanie niewielkich ilości narkotyków. W takich przypadkach, system sprawiedliwości może zastosować bardziej surowe środki, takie jak kary wychowawcze, nadzór prokuratora, uczestnictwo w programach resocjalizacyjnych czy nawet ograniczenia wolności, aby zniwelować negatywne skutki przestępstw i zapobiec recydywie.

### Poważne przestępstwa
Najbardziej drastyczne czyny, które powodują znaczną szkodę dla ofiar oraz społeczeństwa jako całości. W tej kategorii znajdują się najcięższe przestępstwa, takie jak zabójstwa, gwałty, handel narkotykami czy poważne akty przemocy. W przypadku tego rodzaju przestępstw, nieletni mogą być sądzeni w systemie sprawiedliwości, otrzymać mogą poważne kary, takie jak umieszczenie w zakładzie wychowawczym lub resocjalizacyjnym mającym na celu rehabilitację i zmniejszenie ryzyka powtórzenia się takich zachowań w przyszłości.
Klasyfikacja przestępstw popełnianych przez nieletnich nie jest jednoznaczna i może zależeć od wielu czynników. Jednymi z nich są rodzaj czynu, wiek i motywacja sprawcy, stopień szkodliwości, środowisko rodzinne i społeczne oraz okoliczności popełnienia przestępstwa.

## Środki przeciwdziałania demoralizacji nieletnich

### Środek wychowawczy
Środek wychowawczy dla nieletniego to forma resocjalizacji, która ma na celu poprawę zachowania młodych ludzi, którzy popełnili wykroczenie lub czyn karalny. Wszystkie środki wychowawcze zostały opisane w ustawie z dnia 9 czerwca 2022 roku o wspieraniu i resocjalizacji nieletnich w art. 7.

### Środek leczniczy
,,Środkiem leczniczym jest umieszczenie w zakładzie leczniczym, w którym są udzielane nieletnim świadczenia zdrowotne z zakresu opieki psychiatrycznej lub leczenia uzależnień, zwanym dalej „zakładem leczniczym”.

### Środek poprawczy
,,Środek poprawczy stanowi orzeczenie umieszczenia w zakładzie poprawczym".
Ważne jest, aby nieletni był świadomy czynu karalnego jaki popełnił oraz konsekwencji swoich działań. Już w początkowych etapach edukacji i rozwoju warto dziecko uświadamiać na temat prawa i przepisów go obowiązujących. Rodzice powinni mieć świadomość z kim ich pociecha spędza czas i w jakim towarzystwie się obraca, aby w przyszłości móc zapobiec konfliktów z prawem. Dzięki działaniom zapobiegawczym i wsparciu rodziców można zminimalizować ryzyko, że nieletni trafi do zakładu poprawczego, czy będzie mieć nadzór prokuratora.